# Origen y presente
Origen y presente (en alemán Ursprung und Gegenwart) es una obra de 1949 (1953) del filósofo alemán Jean Gebser.
Es considerada como la obra fundamental del pensador alemán. Durante su estancia en España en plena Segunda República (años 1930), conoció a los referentes culturales de la época, así como la obra de José Ortega y Gasset. Fue durante esa estancia en España cuando prendió en él la idea base de la obra, a saber, las estructuras dominantes en cada época marcan el pensamiento y la percepción de la realidad por la sociedad, todo ello en un momento histórico donde amenazaban los totalitarismos que desembocaron después en la Segunda Guerra Mundial.

## Sinopsis
Para Jean Gebser, la crisis de nuestro tiempo prepara un proceso completo de transformación. La intención del autor en la obra consiste en indicar ese nuevo factor, esa nueva posibilidad, y describirlo. La cuestión a la que pretende responder es si la humanidad es capaz de definir su futuro, modificar la estructura de la conciencia dominante y abordar el futuro con otros parámetros mentales.
Según su autor, la conciencia del ser humano y su percepción de la realidad está en constante estado de transición y aparece a través de mutaciones. Así, tomando evidencias históricas de todos los campos de la cultura, Gebser identifica cinco estados evolutivos en la conciencia: la estructura arcaica y original, la mágica, la mítica, la racional y la que apunta para un futuro: la integral. Esta última es una visión holística de la consciencia que, sin privilegiar ninguna perspectiva individual ni histórica, las agrega a todas con el fin de aprehender de una forma íntegra la totalidad y multiplicidad de la experiencia humana consciente. Hace así un recorrido por lo que se llama en la obra la «historia de la conciencia» y llega a la figura del hombre íntegro y, por tanto, de la conciencia íntegra, en contraposición con el superhombre. La obra concluye una visión optimista del futuro, donde lo mensurable y la temporalidad quedan superados por un valor mayor a la calidad de la vida y, por lo tanto, a un concepto también de felicidad íntegra.

## Recepción de la obra
En su edición en español, la obra la encuadra Moreno Claros entre el autoritarismo que prende en los años 1930 y lo que él llama, «el predominio del "yo" como centro del universo». Para Rafael Argullol la obra hace confluir la ciencia con el pensamiento filosófico, y Andrés Ibáñez destacaba en 2012 la actualidad y vigencia del autor y de la obra, y cómo el enfrentamiento de Gebser con lo «racional», no lo resuelve, por contraposición, con el triunfo de lo «irracional», sino con lo «arracional», señalando las virtudes de la luminosidad, la libertad frente a la atadura temporal y la «renuncia al dominio».